# Andorre aux Jeux olympiques d'hiver de 2026
Andorre participera aux Jeux olympiques d'hiver de 2026 à Milan en Italie du 6 au 22 février 2026. Il s'agit de sa quatorze participation à des Jeux d'hiver.

## Délégation
| Sport       | Hommes | Femmes | Total |
| ----------- | ------ | ------ | ----- |
| Ski alpin   | 1      | 1      | 2     |
| Ski de fond | 1      | 1      | 2     |
| Total       | 2      | 3      | 5     |

## Médaillés
| Sport | Discipline | Athlète(s) | Performance | Date |
| ----- | ---------- | ---------- | ----------- | ---- |
|       |            |            |             |      |

| Sport | Discipline | Athlète(s) | Performance | Date |
| ----- | ---------- | ---------- | ----------- | ---- |
|       |            |            |             |      |

| Sport | Discipline | Athlète(s) | Performance | Date |
| ----- | ---------- | ---------- | ----------- | ---- |
|       |            |            |             |      |

## Résultats

### Ski alpin
| Athlète | Épreuve | 1re manche | 1re manche | 2e manche | 2e manche | Total | Total |
| Athlète | Épreuve | Temps      | Rang       | Temps     | Rang      | Temps | Rang  |
| ------- | ------- | ---------- | ---------- | --------- | --------- | ----- | ----- |
|         |         |            |            |           |           |       |       |
|         |         |            |            |           |           |       |       |

| Athlète | Épreuve | 1re manche | 1re manche | 2e manche | 2e manche | Finale | Finale |
| Athlète | Épreuve | Temps      | Rang       | Temps     | Rang      | Temps  | Rang   |
| ------- | ------- | ---------- | ---------- | --------- | --------- | ------ | ------ |
|         |         |            |            |           |           |        |        |
|         |         |            |            |           |           |        |        |
|         |         |            |            |           |           |        |        |

### Ski de fond
| Athlète | Épreuve | Classique | Classique | Libre | Libre | Total | Total |
| Athlète | Épreuve | Temps     | Rang      | Temps | Rang  | Temps | Rang  |
| ------- | ------- | --------- | --------- | ----- | ----- | ----- | ----- |
|         |         |           |           |       |       |       |       |
|         |         |           |           |       |       |       |       |
|         |         |           |           |       |       |       |       |

| Athlète | Épreuve | Classique | Classique | Libre | Libre | Total | Total |
| Athlète | Épreuve | Temps     | Rang      | Temps | Rang  | Temps | Rang  |
| ------- | ------- | --------- | --------- | ----- | ----- | ----- | ----- |
|         |         |           |           |       |       |       |       |
|         |         |           |           |       |       |       |       |
|         |         |           |           |       |       |       |       |